# Скотт, Стив
Стивен Майкл Скотт (англ. Steven Michael Scott; род. 5 мая 1956, Апленд, Калифорния) — американский легкоатлет, специалист по бегу на средние дистанции. Выступал за сборную США по лёгкой атлетике в 1977—1988 годах, обладатель серебряной медали чемпионата мира, бронзовый призёр Игр доброй воли и Панамериканских игр, многократный победитель первенств национального значения, бывший рекордсмен страны в беге на одну милю, участник двух летних Олимпийских игр. Тренер по лёгкой атлетике.

## Биография
Стив Скотт родился 5 мая 1956 года в Апленде, штат Калифорния. Пришёл в лёгкую атлетику по примеру матери, которая занималась бегом на любительском уровне. Также большое впечатление на него произвела победа Дейва Уоттла на Олимпийских играх 1972 года.
Успешно бегал кросс во время учёбы в старшей школе Upland High School, затем поступил в Калифорнийский университет в Ирвайне — состоял в местной легкоатлетической команде UC Irvine Anteaters, неоднократно принимал участие в различных студенческих соревнованиях, в том числе выигрывал чемпионат Национальной ассоциации студенческого спорта (NCAA) в беге на 1500 метров.
Впервые заявил о себе на международном уровне в сезоне 1977 года, когда в первый раз одержал победу на чемпионате США в беге на 1500 метров, вошёл в состав американской национальной сборной и выступил на Кубке мира в Дюссельдорфе, где занял седьмое место.
В 1979 году на Кубке мира в Монреале финишировал в 1500-метровой дисциплине четвёртым.
Выиграв национальный олимпийский отборочный турнир, в 1980 году Скотт должен был участвовать в летних Олимпийских играх в Москве, однако Соединённые Штаты вместе с несколькими другими западными странами бойкотировали эти соревнования по политическим причинам. Вместо этого он выступил на альтернативном турнире Liberty Bell Classic в Филадельфии, где в беге на 1500 метров завоевал золото. Впоследствии оказался в числе 461 спортсмена, кого за пропуск московской Олимпиады наградили Золотой медалью Конгресса США.
В июле 1982 года на соревнованиях в Осло установил рекорд США в беге на одну милю — 3:47.69, который продержался более 25 лет.
В 1983 году стал серебряным призёром на впервые проводившемся чемпионате мира по лёгкой атлетике в Хельсинки, уступив в финале только британцу Стиву Крэму.
Благодаря череде удачных выступлений удостоился права защищать честь страны на домашних Олимпийских играх 1984 года в Лос-Анджелесе — в финале бега на 1500 метров с результатом 3:39.86 закрыл десятку сильнейших.
В 1985 году был третьим на Финале Гран-при IAAF в Риме.
В 1986 году взял бронзу на впервые проводившихся Играх доброй воли в Москве, пришёл к финишу позади советских бегунов Павла Яковлева и Игоря Лоторева.
В 1987 году выиграл бронзовую медаль на домашних Панамериканских играх в Индианаполисе, занял 12-е место на чемпионате мира в Риме.
Принимал участие в Олимпийских играх 1988 года в Сеуле — в финале бега на 1500 метров показал результат 3:36.99, расположившись в итоговом протоколе на пятой строке.
На протяжении 1990-х годов Скотт оставался действующим спортсменом и продолжал показывать достаточно высокие для своего возраста результаты.
Скотту пришлось завершить спортивную карьеру после того как ему диагностировали рак яичка. Он справился с болезнью и затем добился больших успехов на тренерском поприще. В течение многих лет возглавлял легкоатлетическую команду Университета штата Калифорния в Сан-Маркосе, женщины под его руководством трижды завоёвывали национальный титул, а мужчины один раз стали вторыми. В 2002 году введён в Зал славы лёгкой атлетики США.